# Claus Offe
Claus Offe (Berlín, 16 de marzo de 1940) es un sociólogo político conocido a nivel mundial. Su orientación académica general es el marxismo de la Escuela crítica de Frankfurt, de la cual es considerado uno de los mayores representantes de la segunda generación. Aunque no es seguidor del funcionalismo, rescató del sociólogo alemán Niklas Luhmann la noción de teoría sistémica, con la cual comprende la sociedad como una estructura formada por sistemas y subsistemas.
Durante toda su etapa sus escritos han versado sobre sociología política y especialmente al final una comparativa de la modernidad entre el Este y el Oeste de Europa[cita requerida].

## Carrera académica
Comenzó su etapa universitaria en Alemania Occidental, en la Universidad de Colonia, donde estudió sociología, economía y filosofía. Posteriormente, se trasladaría a la Universidad Libre de Berlín, donde se titularía en 1965. Durante el periodo que transcurrió entre 1965 y 1969 fue profesor asistente en el Seminario de sociología incluido en el Instituto de Investigación Social en la Universidad de Frankfurt, bajo la tutela del afamado profesor representante de la teoría crítica Jürgen Habermas. En 1968 obtuvo su Doctorado en Sociología en la facultad de Economía y Ciencias Sociales de la Universidad de Frankfurt, con su tesis titulada en alemán Leistungsprinzip und industrielle Arbeit : Mechanismen der Statusverteilung in Arbeitsorganisationen der industriellen "Leistungsgesellschaft". Entre 1969 y 1971 fue becario en las Universidades de California en Berkeley y en Harvard. En 1973 fue habilitado en el departamento de Ciencia política de la Universidad de Constanza.
Ha impartido cátedras de ciencia política y sociología política en la Universidad de Bielefeld entre 1975 y 1988, en la Universidad de Bremen entre 1988 y 1995 (donde fue nombrado jefe del departamento de Teoría y Constitución del Estado del Bienestar en el centro para política social (ZeS) de la misma universidad), y en la Universidad Humboldt de Berlín entre 1995 y 2005. Además, ha sido profesor visitante en los Institutos de Estudios Avanzados de Stanford, Princeton y de la Universidad Nacional Australiana, así como en la Universidad de Harvard, la Universidad de California en Berkeley y la New School University.
Actualmente continúa sus investigaciones, después de haberse retirado en abril del 2005, en la Escuela Hertie de Gobernanza (en inglés).
Offe está casado con Ulrike Poppe(en alemán), fundadora de la Red Mujeres por la Paz.

## Obra literaria
- Contradicciones en el Estado del bienestar (1973)
- La Sociedad del trabajo. Problemas estructurales y perspectivas de futuro (1984)
- Capitalismo y estado (1985)
- Partidos políticos y nuevos movimientos sociales (1988)
- La Gestión política (1992)
- Las Nuevas democracias. Transición política y renovación institucional en los países postcomunistas (2004)
- Autorretrato a distancia. Tocqueville, Weber y Adorno en los Estados Unidos de América (2004)